# San Fele
San Fele är en ort och kommun i provinsen Potenza i regionen Basilicata i Italien. Kommunen hade 2 927 invånare (2017).